# Maurycy Amster
Maurycy Amster (ur. 1907, zm. 1980), także Mauricio Amster, Mauricio Amster Cats, Mauricio Amster Katz – polsko-chilijski grafik, ilustrator i fotografik. Jest znany jako jeden z najważniejszych grafików działających po stronie republikańskiej podczas hiszpańskiej wojny domowej oraz jako jeden z najwybitniejszych grafików chilijskich połowy XX wieku.

## Rodzina i wykształcenie
Maurycy Amster urodził się we Lwowie w zasymilowanej, dobrze sytuowanej burżuazyjnej rodzinie żydowskiej pochodzenia sefardyjskiego. W domu mówiło się po polsku i jego językiem ojczystym był polski. W niektórych niepolskich pracach historiograficznych Amster traktowany jest jednak jako Żyd.
Do gimnazjum chodził we Lwowie; po maturze w połowie lat 20. wyjechał do Wiednia i został przyjęty do tamtejszej Akademie der bildenden Künste. Szybko zniechęcił się do malarstwa i przeniósł się do Berlina, gdzie zapisał się do tzw. Reimann-Schule, prywatnej akademii zorientowanej na sztuki stosowane. Studiował tam w latach 1927–1930, uczęszczając na kursy m.in. fotografii, typografii, rysunku, drzeworytnictwa oraz ilustratorstwa. W roku 1930 jego lwowski kolega i również grafik, Marian Rawicz, zatrudniony wówczas w jednym z madryckich wydawnictw, ściągnął Amstera do Hiszpanii.

## W Hiszpanii republikańskiej
Początkowo Amster pracował jako grafik razem z Rawiczem w Ediciones Fauré, jednym z prestiżowych madryckich domów wydawniczych; projektował druki ulotne, okładki książek i reklamy. Rawicz zaprosił go również do współpracy z radykalnie lewicowym wydawnictwem Hoy. Na tle konfliktu politycznego Rawicz przeszedł z uważanego za trockistowskie Hoy do ortodoksyjnie stalinowskiego domu wydawniczego Cénit; w roku 1931 Amster zajął w Hoy jego miejsce.
Z czasem Amster związał się z kolejnymi radykalnie lewicowymi wydawnictwami, jak Editorial Fénix, gdzie sprawował pieczę nad kształtem graficznym m.in. tygodnika Diablo mundo, którego redaktorem naczelnym był znany literat Corpus Barga; projektował też szereg okładek książkowych, m.in. hiszpańskiego tłumaczenia Żeromskiego. Współpracował także z wydawanym przez hierarchię katolicką pismem Catolicismo.

## Podczas wojny domowej
Po wybuchu wojny domowej Amster wstąpił do PCE i milicji; krótko walczył w załodze pociągu pancernego, operującego na północ od Madrytu. Jako krótkowidz został szybko skierowany na tyły i zatrudniony w Ministerstwie Sztuk Pięknych, gdzie m.in. uczestniczył w transporcie dzieł Muzeum Prado z Madrytu do Walencji. Tam opracował swoje najbardziej popularne dzieło, Cartilla escolar antifascista, rodzaj elementarza dla milicjantów-analfabetów charakteryzującego się nowatorską grafiką; zostanie on wydany w ponad 100 tysiącach egzemplarzy.
Gdy w roku 1937 Rawicz został oskarżony o trockizm Amster nie potwierdził zarzutów, ale zerwał kontakty z przyjacielem. Wkrótce jednak w związku z rozwiązaniem KPP i oskarżeniami polskich komunistów o szpiegostwo, sam stał się podejrzany i stracił pracę w ministerstwie. Nie wiadomo, z czego się utrzymywał. W Barcelonie poznał Adinę Amenedo, osieroconą dziewczynę z Galicji, z którą wziął ślub (para nie miała dzieci). W początkach roku 1939 wraz z masami uchodźców opuścił Katalonię i przedostał się do Francji.

## W Chile
Początkowo Amster zamierzał emigrować do Meksyku, jednak Rafael Alberti odradził mu ten kierunek; „ty zawsze protestujesz przeciwko wszystkiemu, zabiją cię tam”. Dzięki pośrednictwu Pablo Nerudy i republikańskim funduszom emigracyjnym w sierpniu 1939 wypłynął transatlantykiem z Bordeaux, a 3 września 1939 wylądował w Valparaíso.
Niemal natychmiast po przybyciu do Santiago de Chile Amster podjął pracę jako grafik; początkowo w prokomunistycznym tygodniku Qué hubo en la semana, a potem w wydawnictwie Zig-Zag. Pracował dla wydawnictw uniwersyteckich, a od połowy lat 40. dla prestiżowego magazynu Babel, również związanym z marksizmem. Zaprojektował setki okładek książkowych; zyskał sławę jako dyrektor graficzny legendarnej serii wydawniczej La Cruz del Sur. Szczyt jego kariery przypadł na lata 60., kiedy wydał szereg podręczników dotyczących technik graficznych oraz ilustratorskich.
Od lat 60. Amster zaczynał powoli tracić popularność, zwłaszcza że pracował sam i nie stworzył własnej szkoły; nie miał naśladowców. W tym czasie trendy sztuki graficznej w Chile wyznaczał Gui Bonsiepe, niemiecki emigrant niechętny estetyzmowi Amstera; ten ostatni ograniczył się już tylko do projektowania okładek książek, wydawanych przez Sociedad de Bibliófilos.